# Simetría facial
La simetría facial es una medida específica de la simetría corporal. Junto con rasgos como la medialidad y la juventud, influye en los juicios sobre los rasgos estéticos relativos al atractivo físico y la belleza. Por ejemplo, en la selección de pareja, se ha demostrado que las personas tienen preferencia aquellas personas cuyos rasgos faciales son simétricos. Según un estudio británico esto se debe a que la simetría facial es un indicio de calidad genética.
La simetría facial se ha sugerido como una posible manifestación física de los de los "cinco grandes" rasgos de personalidad.
La simetría bilateral facial se define típicamente como una asimetría fluctuante de la cara que compara diferencias aleatorias en las características faciales de los dos lados de la cara. El rostro humano también tiene una asimetría sistemática y direccional: en promedio, la cara (boca, nariz y ojos) se asienta sistemáticamente a la izquierda con respecto al eje a través de las orejas, la llamada asimetría aurofacial.

## Asimetría direccional
La asimetría direccional es un rasgo sistemático de algunas partes de la cara en toda la población. Una teoría sobre las asimetrías direccionales en el cuerpo humano es la hipótesis del giro axial. Como predice esta teoría, los ojos, la nariz y la boca están, en promedio, ubicados ligeramente a la izquierda del eje vertical situado entre las dos orejas. Esta asimetría aurofacial es muy pequeña en adultos jóvenes (0,5 grados), pero mucho más grande en los niños pequeños (4 grados). 

## Asimetría fluctuante
La asimetría fluctuante es la variación no sistemática de puntos de referencia faciales individuales con respecto a la línea media facial, es decir, la línea perpendicular a la línea a través de los ojos, y que cruza la punta de la nariz y el mentón. 
Se ha utilizado una amplia variedad de métodos para examinar la afirmación de que la simetría facial desempeña un papel en los juicios de belleza. La combinación de varias caras para crear un rostro compuesto y la duplicación de la mitad de la cara han sido algunas de las técnicas utilizadas.
Sin embargo, las conclusiones derivadas del reflejo facial se han puesto en tela de juicio, porque se ha demostrado que duplicar las mitades faciales crea características artificiales. Por ejemplo, si la nariz de un individuo está ligeramente doblada hacia el lado derecho, entonces reflejar el lado derecho de la cara dará lugar a una nariz de gran tamaño, mientras que reflejar el lado izquierdo conducirá a una nariz anormalmente pequeña.

### Atractivo
Se ha comprobado que la simetría facial aumenta las calificaciones de atractivo en los rostros humanos. Las caras más simétricas se perciben como más atractivas tanto en hombres como en mujeres, aunque la simetría facial juega un papel más importante en los juicios de atractivo con respecto a las caras femeninas.
Si bien los estudios que emplean las caras compuestas produjeron resultados que indican que las caras más simétricas se perciben como más atractivas, estudios que aplican la técnica del reflejo de la mitad de la cara han indicado que los humanos prefieren una ligera asimetría.   Además, los estudios han demostrado que las caras casi simétricas se consideran altamente atractivas en comparación con las asimétricas. La simetría de la nariz parece ser más importante que la de los labios.   

### Asimetrías dinámicas
Las asimetrías direccionales muy visibles pueden ser temporales. Por ejemplo, durante el habla, la mayoría de las personas (76%) tienden a expresar una mayor amplitud de movimiento en el lado derecho de la boca. Esto es probablemente causado por las fuerzas desiguales de las conexiones neuronales contralaterales entre el hemisferio izquierdo del cerebro (localización lingüística) y el lado derecho de la cara. Además, mentir distorsiona el equilibrio simétrico de la musculatura facial.

### Medialidad facial frente a simetría
Los experimentos sugieren que la simetría y la medialidad hacen contribuciones independientes al atractivo.

### Envejecimiento
La simetría facial también es un marcador válido del envejecimiento cognitivo. Los cambios progresivos que ocurren a lo largo de la vida en los tejidos blandos de la cara causarán una asimetría facial más prominente en las caras más viejas. Por lo tanto, la transformación simétrica de rostros de personas mayores generalmente aumenta su atractivo, mientras que la transformación simétrica en adultos jóvenes y niños disminuirá su atractivo.

## Simetría y percepción de rasgos de personalidad
Un hallazgo consistente es que la simetría facial se correlaciona positivamente con la percepción por parte de observadores de los rasgos de la extraversión, lo que indica que las personas con caras más simétricas también aparentan ser más extrovertidas. También se ha estudiado que la percepción externa de las personas con caras más simétricas son más bajas en neuroticismo pero más altas en conciencia y amabilidad. Las personas con caras más simétricas también tienen más probabilidades de ser consideradas con atributos sociales más deseables asignados a ellas, como sociabilidad, inteligencia o animación. 
Sin embargo, la relación de simetría facial y la asignación del observador en el modelo de los cinco grandes sigue siendo poco clara con respecto al neuroticismo, la apertura, la amabilidad y la conciencia. La percepción de la apertura y la amabilidad parecen estar significativamente relacionadas negativamente con la simetría facial, mientras que la asignación de neuroticismo y conciencia no parecen estar relacionados con la simetría facial. Con respecto a la confiabilidad, se ha descubierto que los músculos faciales se desequilibran al acostarse.

## Evolución y selección sexual
La selección sexual es una construcción teórica dentro de la teoría de la evolución. Según esta teoría, la elección de pareja puede tener una profunda influencia en las características preferidas. La selección sexual solo puede influir en las características que los posibles compañeros pueden percibir, como el olor, la audición (por ejemplo, en el caso de las canciones) y la visión. Dichas características podrían ser indicadores fiables de parámetros ocultos de condición física, como un buen sistema inmunológico o la estabilidad del desarrollo. 
Se ha argumentado que se prefieren caras más simétricas porque la simetría podría ser un signo fiable de tales parámetros ocultos de aptitud. Sin embargo, es posible que la alta simetría facial en un individuo no se deba a su genética superior, sino a la falta de exposición a factores estresantes durante el desarrollo.
Se ha descubierto que las caras más simétricas se consideran más saludables que las caras menos simétricas. De hecho, se descubrió que la simetría facial se asociaba positivamente con la salud percibida de la piel facial. Además, se descubrió que la asimetría facial estaba correlacionada con la angustia fisiológica, psicológica y emocional.
Algunas evidencias sugieren que las preferencias faciales en adultos podrían estar correlacionadas con infecciones padecidas en la infancia.